# Neue Gesellschaft für Psychologie
Die Neue Gesellschaft für Psychologie e.V. (NGfP) ist eine Vereinigung von Wissenschaftlerinnen und Wissenschaftlern der Psychologie und deren Nachbarprofessionen, sowie in diesen Feldern tätigen Praktikerinnen und Praktikern. Sitz der NGfP ist Berlin, die Geschäftsstelle befindet sich ebenfalls in Berlin.
Die NGfP, die sich als wissenschaftliche Fachgesellschaft versteht, befördert eine methoden- und gesellschaftskritische Auseinandersetzung mit psychologischen Themen. Dabei steht eine fächerübergreifende und interdisziplinäre Diskussion im Vordergrund.
Die offizielle Fachzeitschrift der NGfP ist das Journal für Psychologie, das seit 1992 erscheint. Seit 2007 erscheint es im Pabst-Verlag und ist als Open Access frei im Internet verfügbar.

## Ziele und Mitgliedschaft
Ziel ist die Förderung der humanen Gestaltung menschlichen Zusammenlebens, eines kritischen, reflexiven Wissenschaftsverständnisses, die Gleichstellung der Geschlechter im Wissenschaftsbetrieb, gegenstandsangemessene Forschung, sowie die Realisierung der gesellschaftlichen, kulturellen und geschichtlichen Bedingtheit des Psychischen. Dabei soll die psychologische Praxis wissenschaftlich begleitet und reflektiert werden, indem an die geistes-, kultur- und sozialwissenschaftlichen Traditionen der Disziplin angeknüpft wird.
Ordentliches Mitglied kann jede Person werden, die die Ziele der NGfP unterstützt und auf dem Gebiet der Psychologie wissenschaftlich oder praktisch tätig ist. Neben den ordentlichen Mitgliedern gibt es fördernde sowie studentische Mitglieder, die in einem eigenen Gremium organisiert sind.

## Geschichte
Die NGfP wurde 1991 in Berlin von einer Gruppe von Psychologen und Psychologinnen gegründet, um ein Gegengewicht zur herrschenden und sich immer weiter auf naturwissenschaftliche Themen konzentrierenden Psychologie zu bilden und human-, geistes- und kulturwissenschaftliche Ansätze zu stärken. Seit 1992 erscheint die Zeitschrift "Journal für Psychologie" als offizielles Journal der Gesellschaft.

## Kritik
Der Neuen Gesellschaft für Psychologie wurde 2017 in einem offenen Brief von zahlreichen Kollegen und Kolleginnen vorgeworfen, dass sie bzw. vor allem ihr langjähriger Vorstandsvorsitzender Klaus-Jürgen Bruder immer stärker zu Verschwörungstheorien tendiere.

## Arbeitsgruppen der NGfP
Die Arbeitsgruppen der NGfP orientieren sich an wissenschaftlich und gesellschaftspolitisch relevanten Themenkomplexen
- Arbeitsgruppe der Klinischen Psychologie und Psychotherapie
- Arbeitsgruppe Qualitative Forschung
- Arbeitsgruppe Open Access
- Arbeitsgruppe Sozialwissenschaften und politisches Handeln
- Arbeitsgruppe Psychoanalyse und Gesellschaft (gemeinsame Arbeitsgemeinschaft von NGfP und DGPT (Deutsche Gesellschaft für Psychoanalyse, Psychotherapie, Psychosomatik und Tiefenpsychologie))

## Vorsitzende
- Klaus-Jürgen Bruder (Berlin)
- Christoph Bialluch (Berlin)
- Jörg Hein (Darmstadt)

### Ehemalige Vorsitzende
- Christiane Eichenberg
- Tanja Eiselen
- Gottfried Fischer
- Eva Jaeggi
- Thomas Leithäuser
- Peter Mattes
- Günter Mey
- Heidi Möller
- Johanna Müller-Ebert
- Dorothee Roer
- Ariane Schorn
- Jürgen Seel
- Erhard Tietel

## Wissenschaftliche Kongresse
In der Regel wird jedes Jahr ein wissenschaftlicher Kongress durchgeführt.
Die letzten Kongresse waren:
- 2022: "Corona. Die Inszenierung einer Krise"
- 2020: "»Digitalisierung« – Sirenengesänge oder Schlachtruf der »Kannibalistischen Weltordnung«"
- 2019: "Krieg nach innen, Krieg nach außen. – Die Intellektuellen als Stützen der Gesellschaft?"
- 2018: "Die Paralyse der Kritik: eine Gesellschaft ohne Opposition (Herbert Marcuse)"
- 2017: "Gesellschaftliche Spaltungen – Erfahrung von Ungleichheit und Ungerechtigkeit"
- 2016: "Migration und Rassismus. Politik der Menschenfeindlichkeit"
- 2015: "Krieg um die Köpfe. Der Diskurs der Verantwortungsübernahme"
- 2014: "Trommeln für den Krieg. Ein Symposium der NGfP zum Thema Krieg und Frieden"
- 2013: "Machtwirkung und Glücksversprechen. Gewalt und Rationalität in Sozialisation und Bildungsprozessen" (Kongressband beim Psychosozial-Verlag erschienen)
- 2012: "Sozialpsychologie des Kapitalismus – heute. Zur Aktualität Peter Brückners" (Kongressband beim Psychosozial-Verlag erschienen)
- 2011: "Macht – Kontrolle – Evidenz. Psychologische Praxis und Theorie in den gesellschaftlichen Veränderungen " (Kongressband beim Psychosozial-Verlag erschienen)
- 2010: "Bologna und neuen Proteste. Ein Seminar der NGfP zur Veränderung der Hochschullandschaft und den studentischen Prozessen"
- 2008: "Können Marginalisierte (wieder)sprechen? Zum politischen Potential der Sozialwissenschaften" (Kongressband beim Psychosozial-Verlag erschienen)

## Belege
1. ↑  http://www.pabst-publishers.de/
2. ↑  Critical Psychology Kritische Psychologie: Initiative Critical Psychology: Offener Brief an die neue Gesellschaft für Psychologie #NGfP #Ideologiekritik. In: Initiative Critical Psychology. 15. Dezember 2017, abgerufen am 24. Januar 2021.